# Supercopa Ibérica masculina de Balonmano 2024
Die Supercopa Ibérica (spanisch) bzw. Supertaça Ibérica (portugiesisch) 2024 war die dritte Veranstaltung der Supercopa Ibérica. Bei dem von den Verbänden Real Federación Española de Balonmano (RFEBM) aus Spanien und Federação de Andebol de Portugal (FAP) aus Portugal veranstalteten Handballwettbewerb treten die jeweils zwei besten Mannschaften der Vorsaison an. Das Turnier wurde am 31. August und 1. September 2024 ausgetragen. Sieger wurde der FC Barcelona.

## Teilnehmer
Der FC Barcelona war sowohl spanischer Meister der Spielzeit 2023/2024 als auch Pokalsieger 2024. Unterlegener Pokalfinalist war Bathco BM. Torrelavega. Meister der portugiesischen Andebol 1 wurde FC Porto, Sporting Lissabon gewann den Pokalwettbewerb.

## Spiele
Die Sieger dieser beiden Spiele zogen ins Finale ein, die Verlierer ermittelten untereinander den dritten Platz des Turniers.

### Halbfinale
| 31. August 2024 18:00 Uhr | Bathco BM. Torrelavega                             | 27:30                                          | Sporting Lissabon             | Pabellón Vicente Trueba, Torrelavega Zuschauer: 1.200 Schiedsrichter: Raúl Oyarzún, Aritz Zaragueta |
| 31. August 2024 18:00 Uhr | meiste Tore: Jakub Prokop, Isidoro Martínez (je 4) | (17:12)                                        | meiste Tore: Martim Costa (8) | Pabellón Vicente Trueba, Torrelavega Zuschauer: 1.200 Schiedsrichter: Raúl Oyarzún, Aritz Zaragueta |
| 31. August 2024 18:00 Uhr | Strafen: 3×                                        | Spielbericht der RFEBM Spielbericht auf as.com | Strafen: 1× 2× 1×             | Pabellón Vicente Trueba, Torrelavega Zuschauer: 1.200 Schiedsrichter: Raúl Oyarzún, Aritz Zaragueta |

| 31. August 2024 20:15 Uhr | FC Barcelona                  | 39:31                                          | FC Porto                          | Pabellón Vicente Trueba, Torrelavega Zuschauer: 1.000 Schiedsrichter: Jorge Escudero, Jesús Escudero |
| 31. August 2024 20:15 Uhr | meiste Tore: Aitor Ariño (10) | (24:17)                                        | meiste Tore: Antonio Martínez (8) | Pabellón Vicente Trueba, Torrelavega Zuschauer: 1.000 Schiedsrichter: Jorge Escudero, Jesús Escudero |
| 31. August 2024 20:15 Uhr | Strafen: 1×                   | Spielbericht der RFEBM Spielbericht auf as.com | Strafen: 1×                       | Pabellón Vicente Trueba, Torrelavega Zuschauer: 1.000 Schiedsrichter: Jorge Escudero, Jesús Escudero |

### Spiel um Platz 3
| 1. September 2024 16:00 Uhr | Bathco BM. Torrelavega             | 27:30                  | FC Porto                         | Pabellón Vicente Trueba, Torrelavega Schiedsrichter: Alejandro Hoz, Axel Riloba |
| 1. September 2024 16:00 Uhr | meiste Tore: Isidoro Martínez (10) | (13:15)                | meiste Tore: Ricardo Brandão (6) | Pabellón Vicente Trueba, Torrelavega Schiedsrichter: Alejandro Hoz, Axel Riloba |
| 1. September 2024 16:00 Uhr | Strafen: 1×                        | Spielbericht der RFEBM | Strafen: 1× 4× 1×                | Pabellón Vicente Trueba, Torrelavega Schiedsrichter: Alejandro Hoz, Axel Riloba |

### Spiel um Platz 1
| 1. September 2024 18:15 Uhr | Sporting Lissabon             | 33:38                   | FC Barcelona                 | Pabellón Vicente Trueba, Torrelavega Zuschauer: 1.200 Schiedsrichter: Javier Álvarez Mata, Yon Bustamante López |
| 1. September 2024 18:15 Uhr | meiste Tore: Martim Costa (5) | (15:24)                 | meiste Tore: Aleix Gómez (7) | Pabellón Vicente Trueba, Torrelavega Zuschauer: 1.200 Schiedsrichter: Javier Álvarez Mata, Yon Bustamante López |
| 1. September 2024 18:15 Uhr | Strafen: 1×                   | Spielbericht auf as.com | Strafen: 5×                  | Pabellón Vicente Trueba, Torrelavega Zuschauer: 1.200 Schiedsrichter: Javier Álvarez Mata, Yon Bustamante López |

## Siegermannschaft
Der FC Barcelona, der das Turnier gewann, hatte folgende Spieler aufgeboten: Gonzalo Pérez de Vargas, Emil Nielsen, Antonio Bazán, Jonathan Carlsbogård, Dika Mem, Aitor Ariño, Blaž Janc, Timothey N’Guessan, Aleix Gómez, Thiagus Petrus, Domen Makuc, Manuel Ortega, Juan Palomino, Melvyn Richardson, Luís Frade, Petar Cikusa und Javier Rodríguez. Trainer war Antonio Carlos Ortega.